# Våghustorget

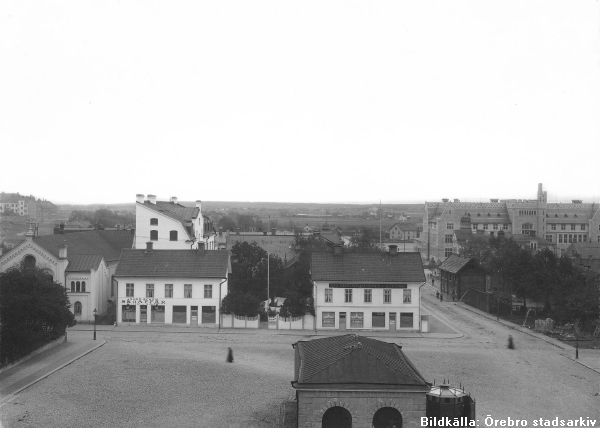
Våghustorget år 1903. I övre högra hörnet Örebro tekniska elementarskola, invigd några år tidigare. I mitten i förgrunden skymtar våghuset.

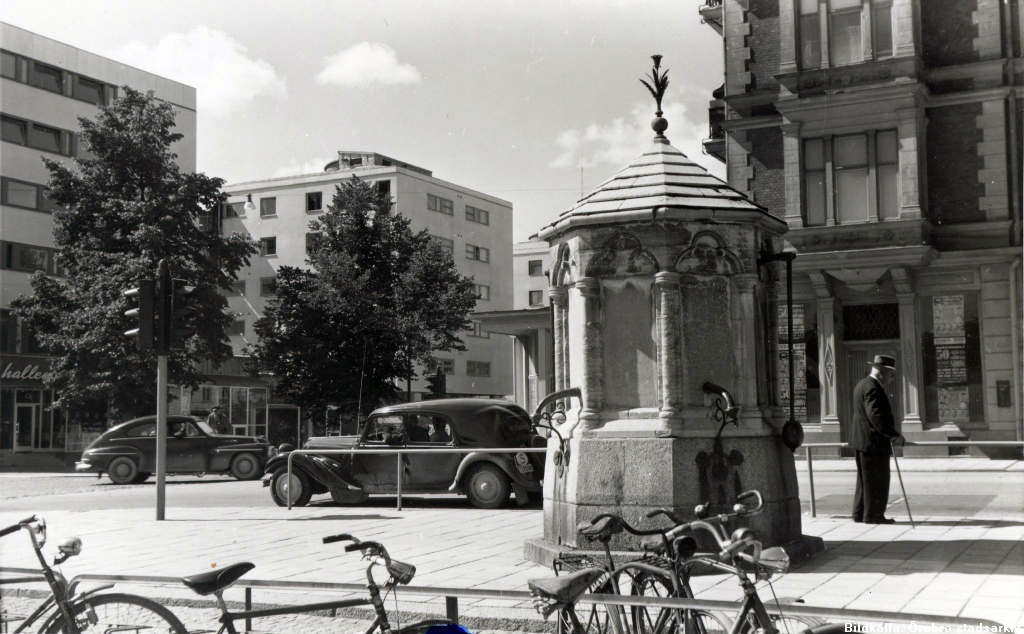
Pumphuset från 1872, ritat av Adolf Kjellström, utnyttjades fram till 1888. I bakgrunden ses några av punkthusen i den nya södra stadsdelen.

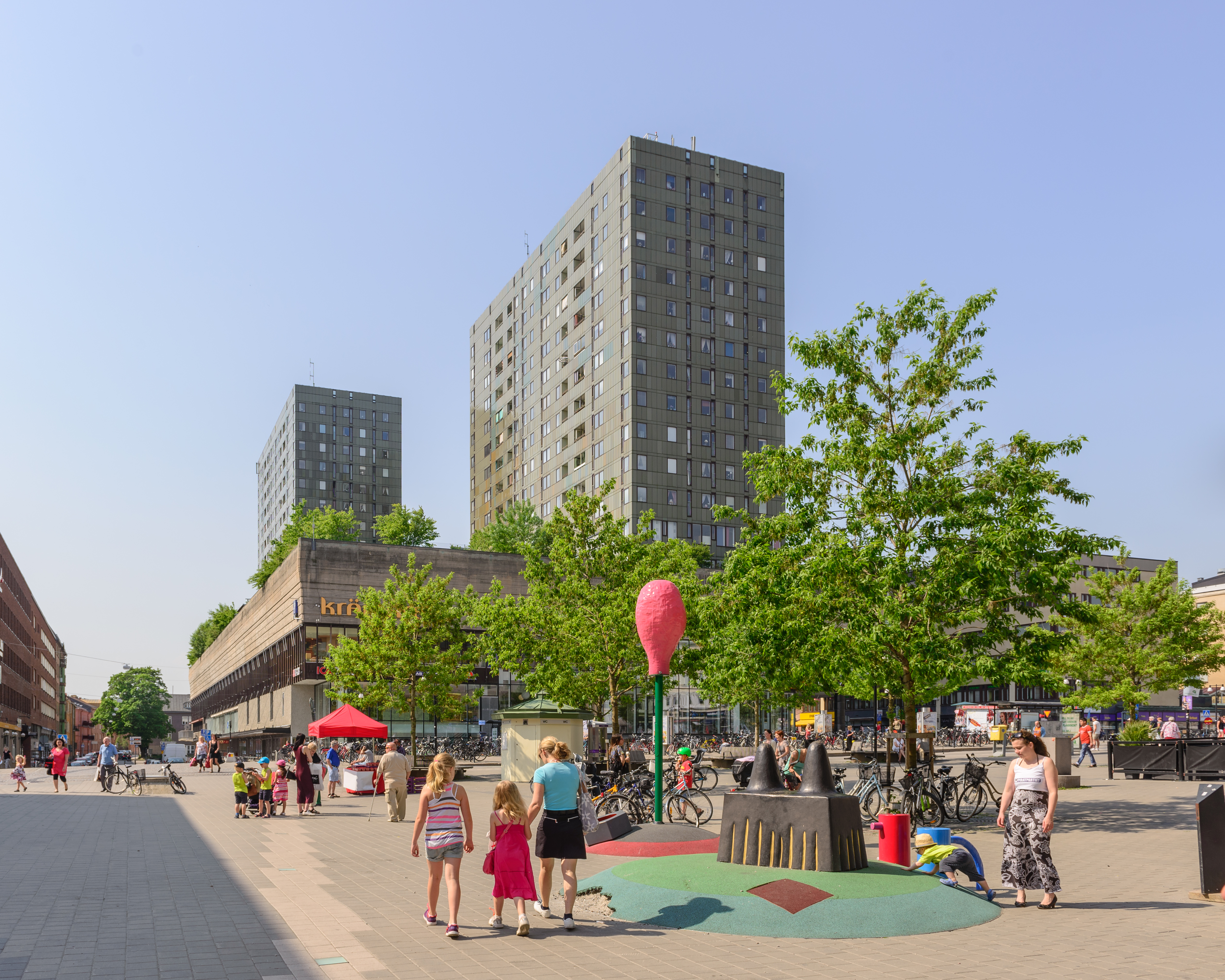
Våghustorget 2014 med Krämaren i bakgrunden.

Våghustorget är ett torg i södra delen av Örebros centrum. Torget kallades tidigare Pumpkälltorget. Före stadsbranden 1854 kallades det Yxhammarstorget, och hade då mer trekantig form. Efter branden utvidgades torget ned till den nyanlagda Köpmangatan. Torget begränsas idag av Drottninggatan, Köpmangatan och Rudbecksgatan. 
Ingen av byggnaderna kring Våghustorget är äldre än från 1854, året för den stora stadsbranden. Betelkyrkan vid torgets nordöstra hörn uppfördes 1876. De flesta av byggnaderna är av betydligt yngre datum. Vid Våghustorget ligger två av Örebros största varuhus Krämaren och Vågen Gallerian. Under 2009 genomfördes en större omdaning av Våghustorget. De asklönnar som tidigare stått utmed torget var i dåligt skick, och nya har planterats.

## Våghuset
Torgets namn syftar på det våghus från 1855 som tidigare fanns på platsen, men som nu är rivet. I våghuset fanns den offentliga stadsvågen och även borgarbrandkårens brandredskap. Efter stadsvågens avskaffande rymde huset taxistation, kiosk, toaletter och en transformatorstation.

## Pumphuset
Pumphuset på torget, från 1872, är ritat av lektor Adolf Kjellström. Byggnadsstilen är engelsk gotik. Sockeln är av granit och fasaderna är av kalksten från Närke. Det finns två pumparmar i järn och två vattenutkastare i koppar. Ur brunnen kunde örebroare utan egen brunn kunde förse sig med friskt vatten fram till 1888. Vattnet kom från en naturlig källa, belägen i den rullstensås som Örebro ligger på. Efter 1888 infördes vattenledning i staden. Pumphuset byggnadsminnesförklarades år 2000.